# Pepi Wurmer
Pepi Wurmer (8 settembre 1941) è uno sciatore alpino tedesco che gareggiò per la nazionale tedesca occidentale.

## Biografia
Sciatore polivalente, Wurmer debuttò in campo internazionale in occasione dello slalom speciale del trofeo del Lauberhorn 1963, il 13 gennaio a Wengen (21º); in Coppa del Mondo esordì il 4 gennaio 1968 a Bad Hindelang in slalom gigante, senza completare la gara, e conquistò il miglior risultato il 1º marzo dello stesso anno a Kranjska Gora in slalom speciale (10º), alla sua ultima gara internazionale in carriera. Non prese parte a rassegne olimpiche o iridate.

## Palmarès

### Coppa del Mondo
- Miglior piazzamento in classifica generale: 62º nel 1968

### Campionati tedeschi
- 2 ori (slalom speciale, combinata nel 1967)[4]
- 1 bronzo (dati parziali: combinata nel 1965[5])